# Molophilus bifalcatus
Molophilus bifalcatus är en tvåvingeart som beskrevs av Alexander 1925. Molophilus bifalcatus ingår i släktet Molophilus och familjen småharkrankar. Inga underarter finns listade i Catalogue of Life.